# Équipe cycliste Torku Şekerspor
L'équipe cycliste Torku Şekerspor est une équipe cycliste turque active entre 2005 et 2018 et qui fait partie des équipes continentales.

## Histoire de l'équipe
L'équipe est créée comme équipe continentale en 2005 sous licence bulgare et le nom Hemus 1896 Aurora 2000 Berchi avant de devenir turque sous le nom Konya Torku Seker Spor-Vivelo.
Le Bulgare Ivaïlo Gabrovski remporte le Tour de Turquie ainsi que l'étape reine avant d'être déclassé pour un contrôle positif à l'EPO. L'année suivante, elle remporte à nouveau la course par le biais du Turc Mustafa Sayar. En juillet 2013, l'UCI annonce que Mustafa Sayar a subi un contrôle antidopage positif à l'EPO lors du Tour d'Algérie au mois de mars. Il est finalement suspendu par la fédération turque en janvier 2014. Fin 2014, l'équipe engage comme nouveau directeur sportif Lionel Marie. L'équipe est acceptée provisoirement en tant que membre du Mouvement pour un cyclisme crédible (MPCC).
L'équipe disparait à l'issue de la saison 2018.

## Principales victoires

### Courses d'un jour
- Challenges de la Marche verte-Grand Prix Oued Eddahab : Ivan Balykin (2017)
- Challenges de la Marche verte-Grand Prix Al Massira : Ahmet Örken (2017)

### Courses par étapes
- Tour d'Isparta : Mustafa Sayar (2011)
- Tour de Trakya : Yuriy Metlushenko (2012)
- Tour d'Azerbaïdjan : Serhiy Grechyn (2013)
- Tour du lac Taihu : Yuriy Metlushenko (2013)
- Tour de Çanakkale : Ahmet Akdilek (2015)
- Tour du Maroc : Tomasz Marczyński (2015)
- Tour de la mer Noire : Tomasz Marczyński (2015)
- Tour d'Ankara : Nazim Bakırcı (2015)
- Tour de Mevlana : Ahmet Örken (2015), Onur Balkan (2018), Batuhan Özgür(2019)
- Tour d'Aegean : Ahmet Örken (2015)
- Tour de Mersin : Nazim Bakırcı (2016)
- Tour of Mediterrennean : Onur Balkan (2018)
- Tour de Cartier : Cristian Raileanu (2018)
- Tour de Mésopotamie : Nazim Bakırcı (2018)

### Championnats nationaux
- Championnats de Bulgarie sur route : 1
  - Course en ligne : 2011 (Danail Petrov)
- Championnats du Kazakhstan sur route : 1
  - Contre-la-montre : 2013 (Andrey Mizourov)
- Championnats de Pologne sur route : 1
  - Course en ligne : 2015 (Tomasz Marczyński)
- Championnats de Turquie sur route : 11
  - Course en ligne : 2012 (Miraç Kal), 2013 (Nazim Bakırcı), 2014 (Feritcan Şamlı) et 2015 (Ahmet Akdylek)
  - Contre-la-montre : 2013 (Bekir Baki Akırşan), 2014, 2015, 2016 et 2017 (Ahmet Örken)
  - Course en ligne espoirs : 2015 (Fatih Keleş)
  - Contre-la-montre espoirs : 2016 (Feritcan Şamlı)

## Classements UCI
L'équipe participe aux épreuves des circuits continentaux et principalement les courses du calendrier de l'UCI Europe Tour. Le tableau ci-dessous présente les classements de l'équipe sur les circuits, ainsi que son meilleur coureur au classement individuel.
UCI Africa Tour
| Saison | Classement par équipes | Meilleur coureur au classement individuel |
| ------ | ---------------------- | ----------------------------------------- |
| 2011   | 12e                    | Miraç Kal (76e)                           |
| 2012   | 10e                    | Volodymyr Bileka (58e)                    |
| 2013   | 6e                     | Mustafa Sayar (14e)                       |
| 2015   | 6e                     | Tomasz Marczyński (23e)                   |
| 2017   | 3e                     | Ahmet Örken (20e)                         |

UCI America Tour
| Saison | Classement par équipes | Meilleur coureur au classement individuel |
| ------ | ---------------------- | ----------------------------------------- |
| 2017   | 44e                    | Ivan Balykin (195e)                       |

UCI Asia Tour
| Saison | Classement par équipes | Meilleur coureur au classement individuel |
| ------ | ---------------------- | ----------------------------------------- |
| 2012   | 50e                    | Volodymyr Bileka (168e)                   |
| 2013   | 12e                    | Andrey Mizourov (17e)                     |
| 2014   | 30e                    | Ahmet Örken (32e)                         |
| 2015   | 36e                    | Ahmet Örken (53e)                         |
| 2017   | 43e                    | Luca Chirico (136e)                       |
| 2018   | 72e                    | Onur Balkan (235e)                        |

UCI Europe Tour
| Saison | Classement par équipes | Meilleur coureur au classement individuel |
| ------ | ---------------------- | ----------------------------------------- |
| 2010   | 34e                    | Vladimir Koev (31e)                       |
| 2011   | 33e                    | Vladimir Koev (90e)                       |
| 2012   | 57e                    | Yuriy Metlushenko (165e)                  |
| 2013   | 48e                    | Serhiy Grechyn (108e)                     |
| 2014   | 72e                    | Feritcan Şamlı (331e)                     |
| 2015   | 19e                    | Ahmet Örken (51e)                         |
| 2016   | 59e                    | Ahmet Örken (441e)                        |
| 2017   | 59e                    | Ahmet Örken (376e)                        |
| 2018   | 24e                    | Onur Balkan (85e)                         |

## Torku Şekerspor en 2018

### Effectif
| Cycliste          | Date de naissance | Nationalité | Équipe 2017       |
| ----------------- | ----------------- | ----------- | ----------------- |
| Fethi Acar        | 01.01.1996        | Turquie     |                   |
| Ahmet Akdilek     | 10.03.1988        | Turquie     | Torku Sekerspor   |
| Muhammet Atalay   | 15.05.1989        | Turquie     | Torku Sekerspor   |
| Nazim Bakirci     | 29.05.1986        | Turquie     | Torku Sekerspor   |
| Onur Balkan       | 10.03.1996        | Turquie     |                   |
| Serkan Balkan     | 28.03.1994        | Turquie     | Torku Sekerspor   |
| Ivan Balykin      | 26.11.1990        | Russie      | Torku Sekerspor   |
| Halil Dilek       | 12.10.1998        | Turquie     | Torku Sekerspor   |
| Ahmet Orencik     | 10.04.1999        | Turquie     |                   |
| Batuhan Ozgur     | 01.02.1998        | Turquie     | Torku Sekerspor   |
| Cristian Raileanu | 24.01.1993        | Moldavie    | Differdange-Losch |
| Feritcan Şamlı    | 29.01.1994        | Turquie     | Torku Sekerspor   |

### Victoires
| Date       | Course                                       | Pays    | Classe | Vainqueur         |
| ---------- | -------------------------------------------- | ------- | ------ | ----------------- |
| 03/03/2018 | 2e étape du Tour of Mediterrennean           | Turquie | 2.2    | Onur Balkan       |
| 04/03/2018 | 3e étape du Tour of Mediterrennean           | Turquie | 2.2    | Onur Balkan       |
| 05/03/2018 | Classement général du Tour of Mediterrennean | Turquie | 2.2    | Onur Balkan       |
| 23/03/2018 | 1re étape du Tour de Cartier                 | Turquie | 2.2    | Cristian Raileanu |
| 25/03/2018 | Classement général du Tour de Cartier        | Turquie | 2.2    | Cristian Raileanu |
| 30/03/2018 | 2e étape du Tour de Fatih Sultan Mehmet      | Turquie | 2.2    | Batuhan Özgür     |
| 03/05/2018 | 1re étape du Tour de Mésopotamie             | Turquie | 2.2    | Nazim Bakırcı     |
| 04/05/2018 | 2e étape du Tour de Mésopotamie              | Turquie | 2.2    | Ivan Balykin      |
| 06/05/2018 | 4e étape du Tour de Mésopotamie              | Turquie | 2.2    | Onur Balkan       |
| 06/05/2018 | Classement général du Tour de Mésopotamie    | Turquie | 2.2    | Nazim Bakırcı     |